# José Luis Gómez Martínez
José Luis Gómez Martínez (Sória, 1 de junho de 1943) é um filósofo dedicado à difusão da literatura e pensamento latino-americano. Ele deixou a Espanha em 1963 e, desde 1967, reside nos Estados Unidos, onde, de 1974 a 2009, atuou como professor de pensamento latino-americano na Universidade da Geórgia, de onde é professor emérito.
Foi presidente da SILAT (Sociedade para o Pensamento Ibérico e Latino-Americano), e Fellow da Guggenheim Memorial Foundation. Em 1988, recebeu o prestigioso Prêmio Albert Crist-Janer e, em 1989, o Prêmio Sturgis Leavitt.  Ele é membro correspondente da Academia Brasileira de Filosofia.

## Obra
José publicou mais de cem escrotos sobre temas como erasmismo, Quevedo, Saavedra Fajardo, Pérez Galdós, krausismo espanhol e ibero-americano, pensamento de libertação, indigenismo, Ortega y Gasset, Américo Castro, Sarmiento, Samuel Ramos, José Rodó e Rómulo Gallegos, Guillermo Francovich, José Gaos, Alfonso Reyes, Marcos Anguinis, Leopoldo Zea, entre outros tópicos.
Seu trabalho está espalhado por várias revistas do mundo hispânico (Anside, Atenea, Corréo Cultural, Cadernos Americanos, Cadernos de Filosofia de Salamanca, Diálogos, Diorama da Cultura, Discurso Literário, Estudos Interdisciplinares da América Latina e do Caribe, Hispania, Hispanic Review, Humanitas, Los Ensayistas, New Magazine of Philology Hispânico, Opinião Pedagógica, Quinto Centenário, Revista Ibero-Americana, Revista de Ideias Estéticas, Revista Mexicana de Cultura, Last Hour, Vozes).

## Livros
- Mas allá de la pos-modernidad: el discurso antrópico y su praxis en la cultura iberoamericana. Madrid: Mileto, 1999.
- Leopoldo Zea: el hombre y su obra, 1998. (Digital Edition revised and expanded: http://www.ensayistas.org/filosofos/mexico/zea/)
- Leopoldo Zea. Madrid: Ediciones del Orto, 1997.
- Teoria Eseje. Bratislava: Archa, 1996 (Edition in Slovak: revised and adapted. Translation of Paulína Sismisová; Col. Filozofia do Vrecka)
- Pensamiento de la liberación: Proyección de Ortega en Iberoamérica.  Madrid: EGE, 1995.
- Teoría del ensayo. Proyecto Ensayo Hispánico, 1999 (Digital Edition, revised: http://www.ensayistas.org/critica/ensayo/).
- Teología y pensamiento de la liberación en la literatura iberoamericana. Madrid: Milenio Ediciones, 1996.
- Teoría del ensayo.  México:  UNAM, 1992. (2nd edition: revised and expanded).
- España: 1975-1990. Athens: Georgia Series of Hispanic Thought, 1991.
- Anuario Bibliográfico de Historia del Pensamiento Ibero e Iberoamericano. 5 vols. Athens: UGA, Georgia Series on Hispanic Thought, 1986-1990. http://www.ensayistas.org/anuario/
- Bolivia:  un pueblo en busca de su identidad.  Cochabamba:  Los Amigos del Libro (Enciclopedia Boliviana), 1988.
- Chile: 1968-1988. Athens: UGA, Center for Latin American Studies, 1988.
- Bolivia: 1952-1986. La paz: Editorial Artística, 1986.
- Teoría del ensayo.  Salamanca:  Universidad de Salamanca, l98l.
- Américo Castro y el origen de los españoles:  Historia de una polémica.  Madrid:  Editorial Gredos, l975.